# Максимович, Владимир Павлович
 Владимир Павлович Максимович  (10 сентября 1850 — 29 октября 1889, Киев, Российская империя) — русский математик, доктор математических наук.

## Биография
Родился 10 сентября 1850 года. Ещё в ранней юности отличался замечательными математическими способностями, обратив на себя внимание академика Чебышёва. Стремясь к самостоятельной математической работе, в 1867 году вышел с первого курса физико-математического факультета, уехал в деревню отца и там со страстностью предался исключительно умственной работе. Математическое образование закончил в Париже, где посещал лекции в политехнической школе и где в 1879 году получил степень доктора за диссертацию: Nouvelle méthode pour intégrer les équations simultanées aux différentielles totales.

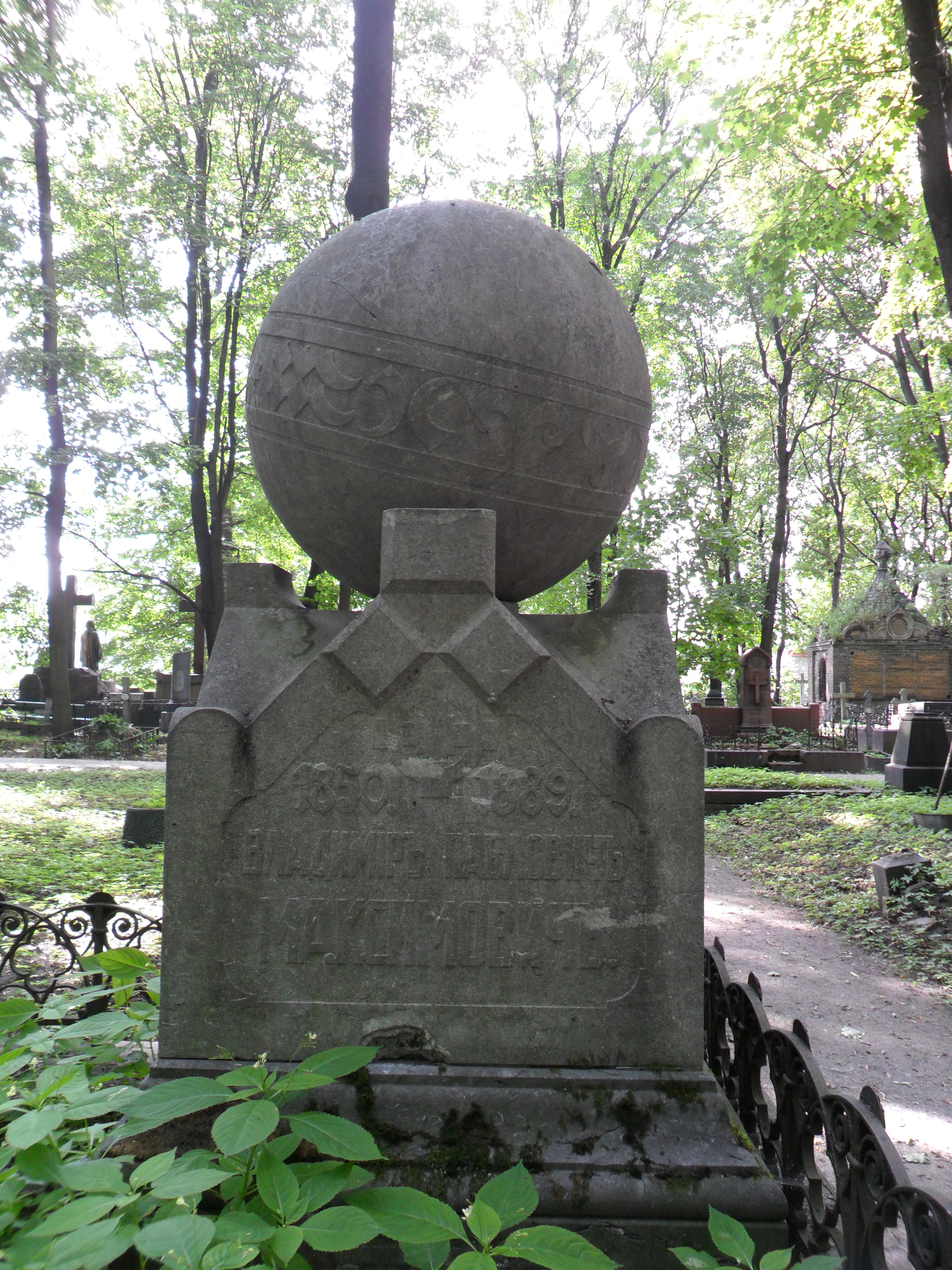
Могила В. П. Максимовича на кладбище Новодевичьего монастыря в Санкт-Петербурге

В 1880 году напечатал в известном математическом журнале Лиувилля статью по вопросу о различии произвольных постоянных, занимавшему Максимовича потому, что он видел в его решении путь к доказательству теоремы о невозможности найти в квадратурах решение общего линейного дифференциального уравнения 2-го порядка. Доказательство этой теоремы и содержится в главной работе Максимовича.
В Казанском университете Владимир служил с 1882 до 1885 года. В нём получил степень магистра (магистерский экзамен он сдал в Санкт-Петербургском университете) после защиты 17 апреля 1882 магистерской диссератации: «Рассуждение о разложении в ряде функций от корней уравнения и о некоторых формулах приближения», после чего 30 июня был утверждён приват-доцентом чистой математики.
12 ноября 1883 года избран доцентом чистой математики, но при введении устава 1884 года переименован в приват-доценты. Вскоре после этого им была представлена вышеупомянутая докторская диссертация, которая и доставила ему степень доктора чистой математики 13 марта 1885 года. С 8 августа 1885 года находился в заграничной командировке на один год. В марте 1887 года перемещён с званием ординарного профессора в Университет Святого Владимира. После переезда в Киев занимался преимущественно теорией вероятностей и изобретением вычислительной машины.
В начале 1889 года у него была обнаружена тяжёлая душевная болезнь. Скончался в Киеве 29 октября 1889 года.

## Труды
- Nouvelle méthode pour intégrer les équations simultanées aux différentielles totales. Paris, Gauthier-Villars, 1879.
- О непосредственных доказательствах вращательного движения земли : Попул. лекция, чит. в Актовом зале Казан. ун-та В. П. Максимовичем, д-ром математики Париж. ун-та Казань : Унив. тип., 1882
- Рассуждение о разложении в ряды функций от корней уравнений, и о некоторых формулах приближения / [Соч.] В. П. Максимовича, д-ра матем. наук Париж. фак. Казань : тип. Ун-та, 1882
- Интерполирование неявных функций и вычисление корней : Сообщ., сдел. 26 сент. 1881 г. в заседании Физ.-матем. секции О-ва естествоиспытателей при Казан. ун-те В. П. Максимовичем Казань : тип. Ун-та, 1883
- О назначении предела модулю интеграла, взятого по сомкнутой кривой / [Соч.] В. П. Максимовича Казань : тип. Ун-та, 1883
- Об интегрировании с помощью производных отрицательного порядка : Сообщ., сдел. в заседании 11 дек. 1882 г. Физ.-матем. секции О-ва естествоиспытателей при Казан. ун-те В. П. Максимовичем Казань : тип. Ун-та, 1883
- Новая теория гамильтоновых пар и соответственное обобщение теории функций мнимого переменного / [Сост.] В. П. Максимовичем Казань : тип. В. М. Ключникова, 1884
- Разыскание общих дифференциальных уравнений первого порядка, интегрирующихся в конечном виде и доказательство невозможности такого интегрирования для общего линейного уравнения второго порядка / [Соч.] В. П. Максимовича Казань : тип. Ун-та, 1885
- О законе вероятностей случайных величин и применение его к одному вопросу учебной статистики : [Реч., чит. на унив. акте 8 янв. 1888 г.] / [Соч.] Проф. В. Максимовича Киев : Унив. тип., 1888